# Les Voyages de Balthazar
 (novembre 2015).
Si vous disposez d'ouvrages ou d'articles de référence ou si vous connaissez des sites web de qualité traitant du thème abordé ici, merci de compléter l'article en donnant les références utiles à sa vérifiabilité et en les liant à la section « Notes et références ».
Les Voyages de Balthazar est une série télévisée d'animation française en 52 épisodes de 5 minutes, réalisée par Éric Gutierrez et Guez, produite par Millimages et diffusée à partir du 6 janvier 2001 sur La Cinquième dans l'émission Debout les Zouzous, puis rediffusée sur France 5 dans l'émission Debout les Zouzous et sur Playhouse Disney.
Au Canada francophone, elle a été diffusée à partir du 29 décembre 2001 sur TFO.

## Synopsis
Balthazar est un petit tigre à rayures bleues très curieux et téméraire. Chaque jour est propice à de nouvelles questions sur la vie auxquelles il cherche une réponse auprès de son ami humain, Ganesh, un sage indien qui lui sert de mentor. Afin de lui répondre, ce dernier l'emmène sur son radeau pour traverser une cascade magique qui le fera voyager partout dans le monde. Il fera ainsi des rencontres amusantes avec d'autres animaux grâce à qui il tirera un enseignement.

## Fiche technique
- Titre: Les Voyages de Balthazar
- Réalisation: Éric Gutierrez et Guez
- Société de production: Millimages
- Pays d'origine:  France
- Langue originale: français
- Nombre d'épisodes: 52 (1 saison)
- Durée: 5 minutes par épisode
- Dates de première diffusion:
  - France: 6 janvier 2001

## Distribution des voix
- Jean-Claude Donda : le narrateur
- Marine Boiron : Balthazar
- Patrice Dozier : Ganesh
- Mireille Delcroix : voix additionnelles

- Version originale
  - Studio d'enregistrement : Lincoln[2]
  - Direction artistique : Magali Barney
  - Générique : Marine Boiron

 Source et légende : version française (VF) sur RS Doublage

## Épisodes

### Saison 1 (2000)
1. Balthazar et le Caméléon (le 6 janvier 2001)
2. Balthazar et l'Ours polaire
3. Balthazar et le Bernard l'Hermite
4. Balthazar et les Oies sauvages
5. Balthazar et les Kangourous
6. Balthazar et le Serpent
7. Balthazar et l'Ornithorynque
8. Balthazar et l'Ours brun
9. Balthazar et les Hippopotames
10. Balthazar et le Gorille
11. Balthazar et la Girafe
12. Balthazar et l'Émeu
13. Balthazar et l'Éléphant d'Afrique
14. Balthazar et les Koalas
15. Balthazar et la Chauve-souris
16. Balthazar et les Pingouins
17. Balthazar et les Crocodiles
18. Balthazar et le Paon
19. Balthazar et le Sconse
20. Balthazar et le Panda
21. Balthazar et le Fourmilier
22. Balthazar et le Rhinocéros
23. Balthazar et les Lions
24. Balthazar et le Dromadaire
25. Balthazar et les Ayes Ayes
26. Balthazar et les Suricates

### Saison 2 (2001)
1. Balthazar et la Panthère noire
2. Balthazar et la Tarentule
3. Balthazar et la Tortue
4. Balthazar et les Sangliers
5. Balthazar et l'Albatros
6. Balthazar et la Loutre de mer
7. Balthazar et les Macareux
8. Balthazar et la Chèvre
9. Balthazar et les Iguanes
10. Balthazar et les Diables de Tasmanie
11. Balthazar et la Pie
12. Balthazar et le Fou à pattes bleues
13. Balthazar et les Castors
14. Balthazar et le Renne
15. Balthazar et l'Écureuil
16. Balthazar et la Souris
17. Balthazar et le Loup
18. Balthazar et la Belette
19. Balthazar et le Porc-épic
20. Balthazar et le Chimpanzé
21. Balthazar et les Grenouilles
22. Balthazar et l'Orang-outan
23. Balthazar et les Cochons d'Inde
24. Balthazar et la Chenille
25. Balthazar et le Renard polaire
26. Balthazar et les Gazelles